# 2017-es kanadai labdarúgókupa
A 2017-es kanadai labdarúgókupa (angolul: Canadian Championship) volt a kanadai labdarúgókupa 10. szezonja. A sorozat 2017. május 3-án kezdődött és június 27-én ért véget. A döntő első mérkőzését az montréali Saputo Stadionban, míg a visszavágót a torontói BMO Fielden rendezték meg. A címvédő a Toronto volt. A trófeát újra a Toronto csapata szerezte meg, a kupa története során hatodik alkalommal.

## Lebonyolítás
| Kör           | Első mérkőzés | Második mérkőzés |
| ------------- | ------------- | ---------------- |
| Selejtező kör | május 3.      | május 10.        |
| Elődöntő      | május 23.     | május 30–31.     |
| Döntő         | június 21.    | június 27.       |

## Selejtező kör
| 2017. május 3. 7:30 ETZ |

| Ottawa Fury  | 1–0 | Edmonton |
| ------------ | --- | -------- |
| Williams 89' |     |          |

| TD Place Stadion, Ottawa, Ontario Nézőszám: 2 567 Játékvezető: Juan Marquez |

| 2017. május 10. 7:00 MTZ |

| Edmonton              | 2–3 | Ottawa Fury                               |
| --------------------- | --- | ----------------------------------------- |
| Keegan 30' Nyassi 61' |     | Seoane 1' Dos Santos 37' (11-esből) 90+4' |

| Clarke Stadion, Edmonton, Alberta Nézőszám: 2 591 Játékvezető: David Barrie |

Az Ottawa Fury csapata győzött 4–2-es összesítéssel.

## Elődöntő
| 2017. május 23. 7:00 ETZ |

| Ottawa Fury                        | 2–1 | Toronto     |
| ---------------------------------- | --- | ----------- |
| Williams 57' (11-esből) Seoane 72' |     | Cheyrou 35' |

| TD Place Stadion, Ottawa, Ontario Nézőszám: 7 611 Játékvezető: Pierre-Luc Lauziere |

| 2017. május 31. 7:00 ETZ |

| Toronto                                        | 4–0 | Ottawa Fury |
| ---------------------------------------------- | --- | ----------- |
| Edward 41' Cubasa 42' Delgado 80' Giovinco 85' |     |             |

| BMO Field, Toronto, Ontario Nézőszám: 15 175 Játékvezető: Geoff Gamble |

A Toronto csapata győzött 5–2-es összesítéssel.
| 2017. május 23. 7:00 PST |

| Vancouver Whitecaps     | 2–1 | Montréal      |
| ----------------------- | --- | ------------- |
| Davies 13' Mezquida 33' |     | Choinière 62' |

| BC Place Stadion, Vancouver, Brit Columbia Nézőszám: 16 831 Játékvezető: Drew Fischer |

| 2017. május 30. 7:30 ETZ |

| Montréal                                                            | 4–2 | Vancouver Whitecaps  |
| ------------------------------------------------------------------- | --- | -------------------- |
| Piatti 20' (11-esből) 28' (11-esből) Džemaili 38' Jackson-Hamel 61' |     | Davies 59' Greig 77' |

| Saputo Stadion, Montréal, Québec Nézőszám: 15 213 Játékvezető: David Barrie |

A Montréal csapata győzött 5–4-es összesítéssel.

## Döntő
| 2017. június 21. 7:30 ETZ |

| Montréal    | 1–1 | Toronto      |
| ----------- | --- | ------------ |
| Mancosu 19' |     | Altidore 30' |

| Saputo Stadion, Montréal, Québec Nézőszám: 14 329 Játékvezető: Silviu Petrescu |

| 2017. június 27. 7:30 ETZ |

| Toronto            | 2–1 | Montréal  |
| ------------------ | --- | --------- |
| Giovinco 53' 90+5' |     | Tabla 36' |

| BMO Field, Toronto, Ontario Nézőszám: 26 539 Játékvezető: David Gantar |

A Toronto csapata győzött 3–2-es összesítéssel.